# War from a Harlots Mouth
War from a Harlots Mouth (deutsch, „Krieg durch den Mund einer Hure“) ist eine deutsche Mathcore-Band aus Berlin.

## Geschichte
War from a Harlots Mouth wurde Ende 2005 als Spaßprojekt von Gitarrist Simon, Sänger Steffen und Schlagzeuger Paul gegründet. Das Trio nahm schließlich erste Songs auf, die im August 2006 auf einer Split-EP mit der amerikanischen Deathcore-Band Molotov Solution veröffentlicht wurden.
Nachdem die Band mit Daniel (Gitarre) und Filip (Bass) vervollständigt wurde, wurden die ersten Live-Auftritte gespielt. Sie spielten (mit u. a. Cattle Decapitation) im Vorprogramm von Dying Fetus und waren auf der Never Say  Die!-Tour 2007 mit Ion Dissonance, Dead to Fall und Through the Eyes of the Dead. So wurde das Plattenlabel Lifeforce Records auf War from a Harlots Mouth aufmerksam, und die Band unterschrieb dort einen Plattenvertrag.
Kurz nachdem im September 2007 das Debütalbum Transmetropolitan veröffentlicht worden war, verließ Sänger Steffen die Band und Nico Webers, den sie zuvor auf einer gemeinsamen Tour mit seiner ehemaligen Band The Ocean kennengelernt hatten, ersetzte ihn. Mit dem neuen Sänger ging die Band gemeinsam mit Burning Skies auf Tour.
Nach der Veröffentlichung einer weiteren Split-EP 2008 erschien im April 2009 das zweite Studioalbum In Shoals. Danach waren War from a Harlots Mouth u. a. mit Bleeding Through und Darkest Hour auf der Thrash and Burn European Tour 2009.

## Stil
Die Musik von War from a Harlots Mouth weist Einflüsse aus dem Grindcore, Mathcore, Death Metal und auch Jazz auf. 
Auf der MySpace-Seite der Band heißt es:

„Das ist eine Band, nicht eine Bande von Rockstars. Wir spielen Musik und das wars auch schon. Wir behaupten nicht, irgendeinem Genre anzugehören. Also erzählt uns nicht, wir wären kein Wasauchimmercore oder Blablametal, denn ihr habt recht: Das sind wir nicht. Das wissen wir schon und es ist uns egal.“

## Diskografie

### Alben
- 2007: Transmetropolitan (Lifeforce Records)
- 2009: In Shoals (Lifeforce Records)
- 2010: MMX (Lifeforce Records)
- 2012: Voyeur (Season of Mist (Soulfood))

### EPs
- 2006: Falling Upstairs (Yehonala Tapes)

### Split-EPs
- 2006: Molotov Solution/War from a Harlots Mouth CD / 10" (Twelve Gauge Records / Shark Men Records)
- 2007: Season 1: The Anti-Doctrine/Closed Casket Funeral/Starring Janet Leigh/War from a Harlots Mouth 10" (4 Seasons Records)
- 2008: Dead Flesh Fashion/War from a Harlots Mouth 5" (Shark Men Records)
- 2009: Pentagon.3 – 5-Way-Split mit The Acacia Strain, This or the Apocalypse, Aggressive Dogs a.k.a. UZI-ONE und Fact (nur in Japan erschienen)
- 2010: Burning Skies/War from a Harlots Mouth CD / 2LP 7" / 7" (Lifeforce Records)